# Sparta Stadion Het Kasteel
 (avril 2025).
Si vous disposez d'ouvrages ou d'articles de référence ou si vous connaissez des sites web de qualité traitant du thème abordé ici, merci de compléter l'article en donnant les références utiles à sa vérifiabilité et en les liant à la section « Notes et références ».
Le Sparta-Stadion Het Kasteel est un stade de football situé à Rotterdam aux Pays-Bas. Sa capacité d'accueil est de 10 599 personnes. 
Il accueille les rencontres à domicile du club du Sparta Rotterdam.

## Utilisations
Le stade accueille les rencontres à domicile du club du Sparta Rotterdam.

## Événements
- Jeux olympiques d'été de 1928
- Championnat d'Europe de football féminin 2017

## Galerie

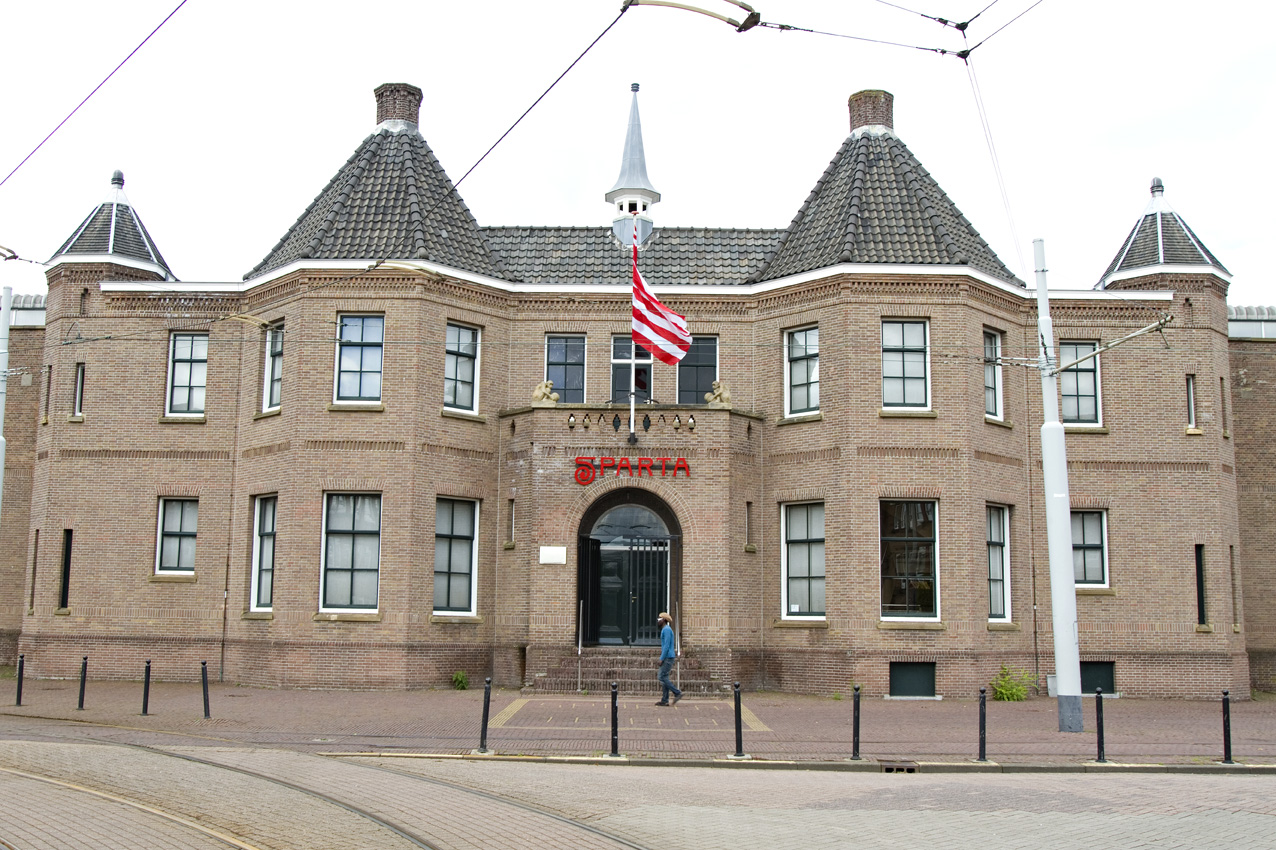
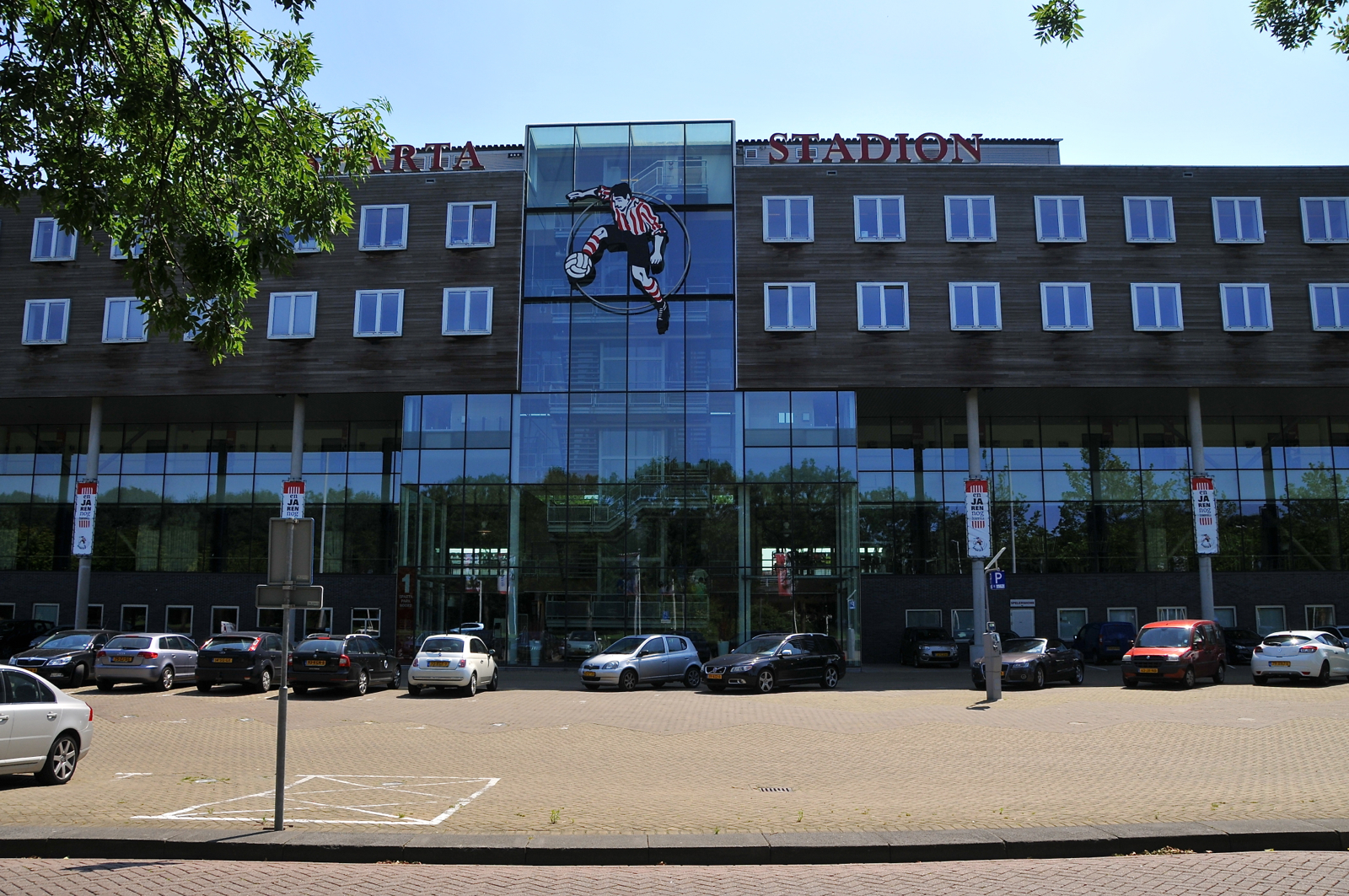
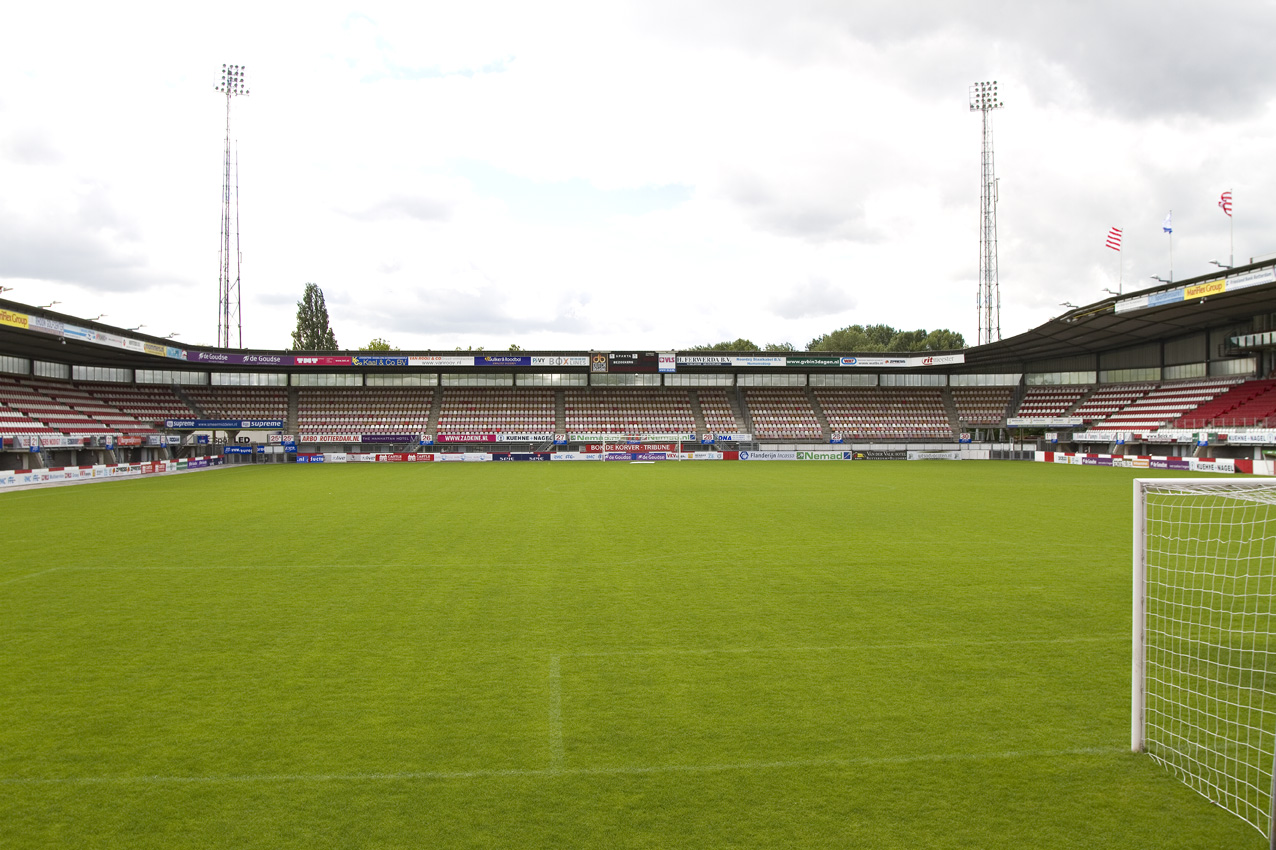
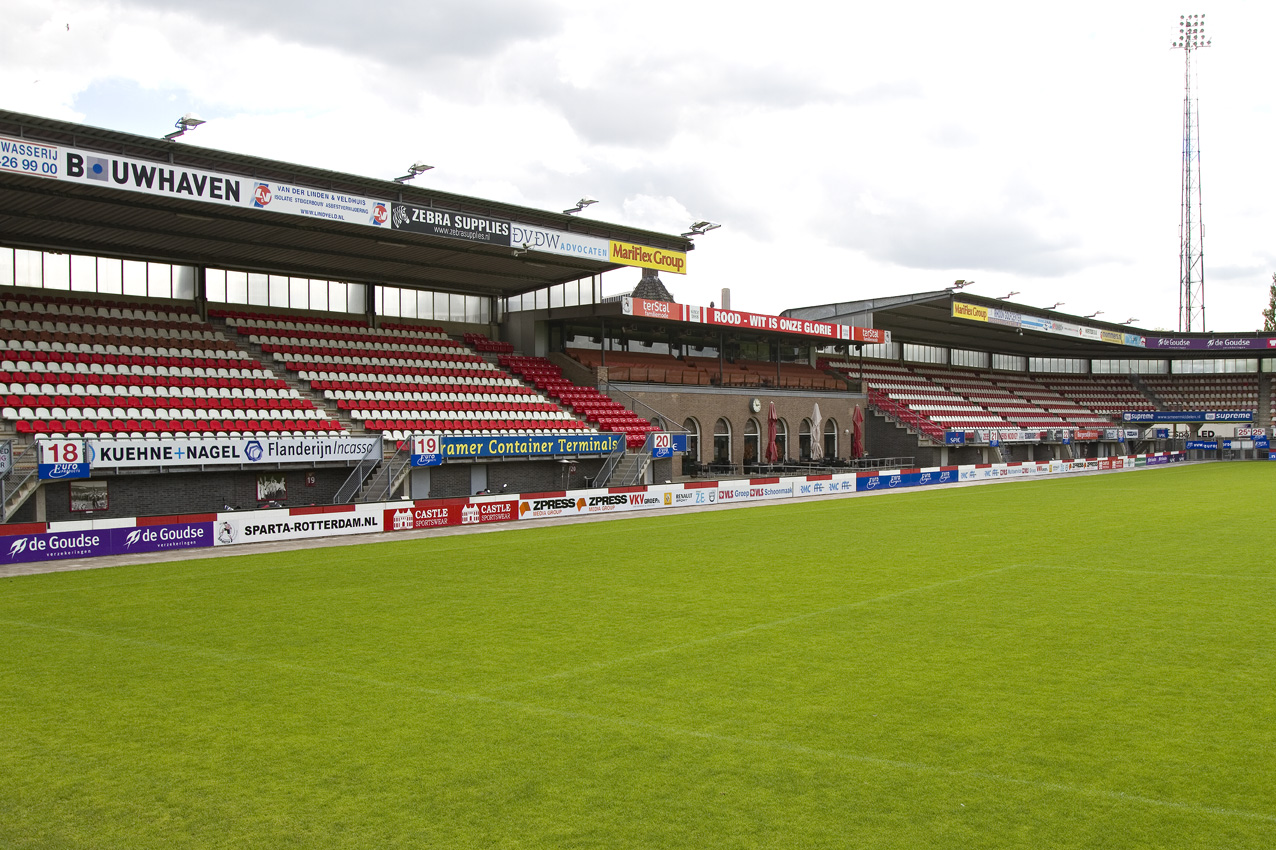